# Estienne Roger
Estienne Roger, nascut a Caen l'any 1665 cap el 1665-1666 i morí a Amsterdam el 7 de juliol de 1722, és un impressor i editor franco-neerlandès.
Nascut en el si d'una família protestant de Caen que, amb la revocació de la Edicte de Nantes l'any 1685, va emigrar cap a Amsterdam. Estienne Roger va aprendre l'ofici d'impressor i l'any 1691, es va casar amb Marie-Suzanne de Magneville (c.1670-1712). Fins al 1696 va treballar amb Jean-Louis de Lorme, del qui va aprendre l'ofici i aquell any es obrir un negoci pel seu compte.
Tot i haver publicat llibres d'història, gramàtica i diccionaris enciclopèdics, la seva tasca principal com a editor fou l'edició de música. De 1696 a 1722 va publicar més de 500 partitures, entre les que hi ha obres d'Albicastro, Albinoni, Bassani, Bonporti, Caldara, Corelli, De Koninck, Pepusch, Scarlatti, Schenck, Somis, Torelli, Valentini, Veracini, Vivaldi etc. Alguns compositors havien editat anteriorment amb altres impressors (per exemple amb Giuseppe Sala a Venècia o Christophe Ballard a París). Els drets d'autors estaven mal protegits a l'època. Els autors no podien fer res contra les reproduccions no autoritzades de les seves publicacions; per exemple, Pierre Morter a Amsterdam o John Walsh a Londres. Des de 1708 fins a la seva mort l'any 1711, Morter va editar moltes publicacions d'Estienne Roger a preus més baixos.
Les edicions acurades i el bon gust de Roger fou apreciat a tot Europa. Compositors com Vivaldi i Albinoni, que havien publicat les seves primeres obres al seu país, es van adonar que les reedicions de Roger eren millors. Per tant, a partir de 1710 aproximadament li van proposar de publicar les seves noves composicions. Mitjançant representants comercials a Rotterdam, Brussel·les, Lieja, París, Colònia, Leipzig, Halle, Berlín, Hamburg i Londres van aconseguir donar-ne una vasta difusió.
L'any 1716, la seva filla Françoise (1694-1723) es va casar amb l'impressor Michel-Charles Le Cène qui, en el transcurs dels anys següents, va participar en les publicacions no musicals de l'empresa, abans de fundar, l'any 1720, la seva pròpia impremta. El 1716, Roger feia testament afavorint la seva segona filla, Jeanne (1701-1722), que havia de ser la seva successora; durant els sis anys que van precedir la seva mort, les obres editades van aparèixer amb el seu nom.
Jeanne Roger va morir cinc mesos després que el seu pare. Com que no se sentia ajudada per la seva germana Françoise en la dolorosa malaltia que la portaria a una mort precoç, no va deixar l'empresa ni a la seva germana ni al seu cunyat, sinó al seu empleat Gerrit Drinkman. Però com aquest va morir també alguns mesos més tard, Le Cène va poder adquirir l'empresa, prosseguint el treball d'edició musical del seu sogre amb gairebé 100 noves publicacions i nombroses reedicions d'obres anteriors fins al 1743.